# Balaur bondoc
Balaur bondoc ("dragón Balaur robusto") es la única especie conocida del género extinto Balaur de dinosaurio terópodo avialano, que vivió a finales del período Cretácico, hace aproximadamente 70 millones de años durante el Maastrichtiense en lo que hoy es Europa. La única especie es Balaur bondoc, fue descubierta por Zoltán Csiki de la Universidad de Bucarest y fue descrita en agosto del año 2010. Balaur fue nombrado en honor a un dragón del folclore rumano.(Pronunciación: [ba'la.ur]), El nombre Bondoc significa "fornido", por lo que Balaur bondoc significa "dragón fornido" en rumano. Este nombre se refiere a la mayor cantidad de musculatura que tiene Balaur en comparación con sus parientes. El género es conocido a partir de dos esqueletos parciales incluyendo el espécimen holotipo.
Hace setenta millones de años, el nivel del mar era más alto, Balaur vivió en la Isla de Hațeg que era una parte del archipiélago europeo, a la isla de Hațeg también se conoce como la "Isla de los Dinosaurios enanos". A diferencia de otros miembros tempranos del grupo Paraves, que incluyen Velociraptor, Troodon, y Archaeopteryx, Balaur no solo tenía una, sino dos garras grandes, retráctiles, en forma de hoz en cada pie, y sus extremidades eran proporcionalmente más cortas y más pesadas que los de sus parientes. Al igual que con otros dinosaurios de la Cuenca Haţeg, como Magyarosaurus, un saurópodo enano, se ha argumentado que las características extrañas de Balaur fueron efectos de su hábitat en la isla en su evolución.

## Descripción

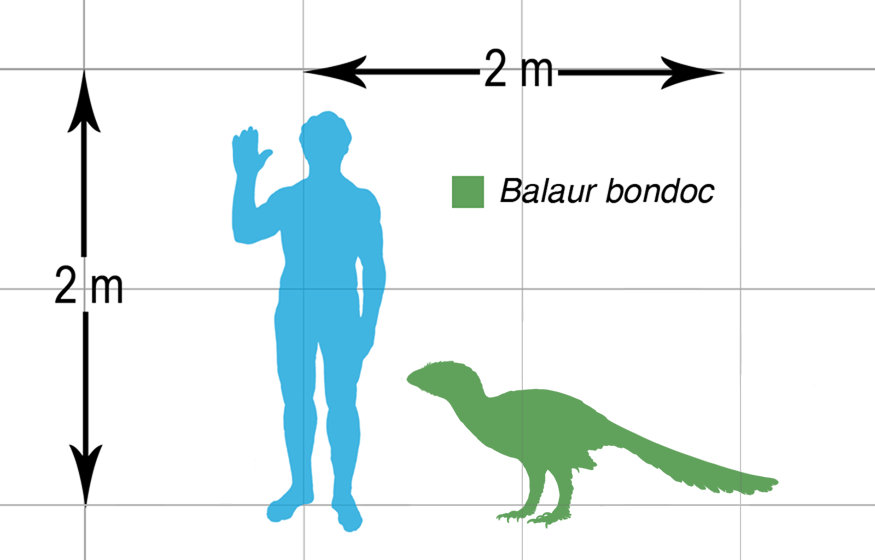
Balur comparado con una persona.

Balaur es un género de dinosaurios terópodos que se estima que han vivido unos 70 millones de años atrás en el Cretácico superior, Maastrichtiano , y contiene la única especie B. bondoc . Los huesos de Balaur eran más cortos y más pesados que los de los demás paraves basales. Si bien los pies de la mayoría de los primeros paraves llevaban una sola "garra falciforme" en el segundo dedo del pie que se levantaba para que no tocara el suelo, Balaur tenía dos grandes garras en forma de hoz retráctiles en el primer y segundo dedo de cada pie. Además de sus extraños pies, el espécimen tipo de Balaur es único por ser el fósil más completo y bien conservado de un terópodo del Cretácico superior de Europa. También posee un gran número de autapomorfías adicionales, incluyendo un tercer dedo en la mano reducido y, presumiblemente, no funcional.
El esqueleto parcial descrito, —que consiste en diversas vértebras así como la mayor parte de las cinturas pectoral y pélvica y las extremidades. Fue encontrado en las piedras fangosas rojas de una planicie de inundación de la formación de Sebeş en Rumanía.
Es similar en tamaño a Velociraptor, los elementos óseos recuperados de Balaur sugieren que su longitud total era de alrededor de 1,8 a 2,1 metros. Balaur había reevolucionado un primer dedo del pie funcional utilizado para soportar su peso, que llevaba una pinza grande que podría haber estado hiperextendida. Tenía los pies y piernas cortas y robustas, y las zonas de unión de músculos grandes en la pelvis que indican que se ha adaptado para la fuerza en lugar de la velocidad. Csiki et al. describieron este "nuevo plan corporal" como "un ejemplo dramático de la morfología aberrante desarrollada en taxones isleños." Los pies robustos se ejemplifican por la longitud del metatarso que tiene solo dos veces su anchura. Es 1,5 veces más ancha que la pierna inferior. Ambos rasgos son únicos en el terópodos . El esqueleto de Balaur también muestra extensa fusión de huesos de las extremidades. Los huesos de la muñeca y metacarpianos se funden en un carpometacarpo. Los huesos de la pelvis se fusionan. La tibia, el peroné y los huesos superiores del tarso  se han fusionado en un tibiotarso y los huesos del distales del tarso y los metatarsianos en un tarsometatarso. El grado de fusión es típico para Avialae , la rama evolutiva de las aves y sus familiares directos.

## Descubrimiento e investigación

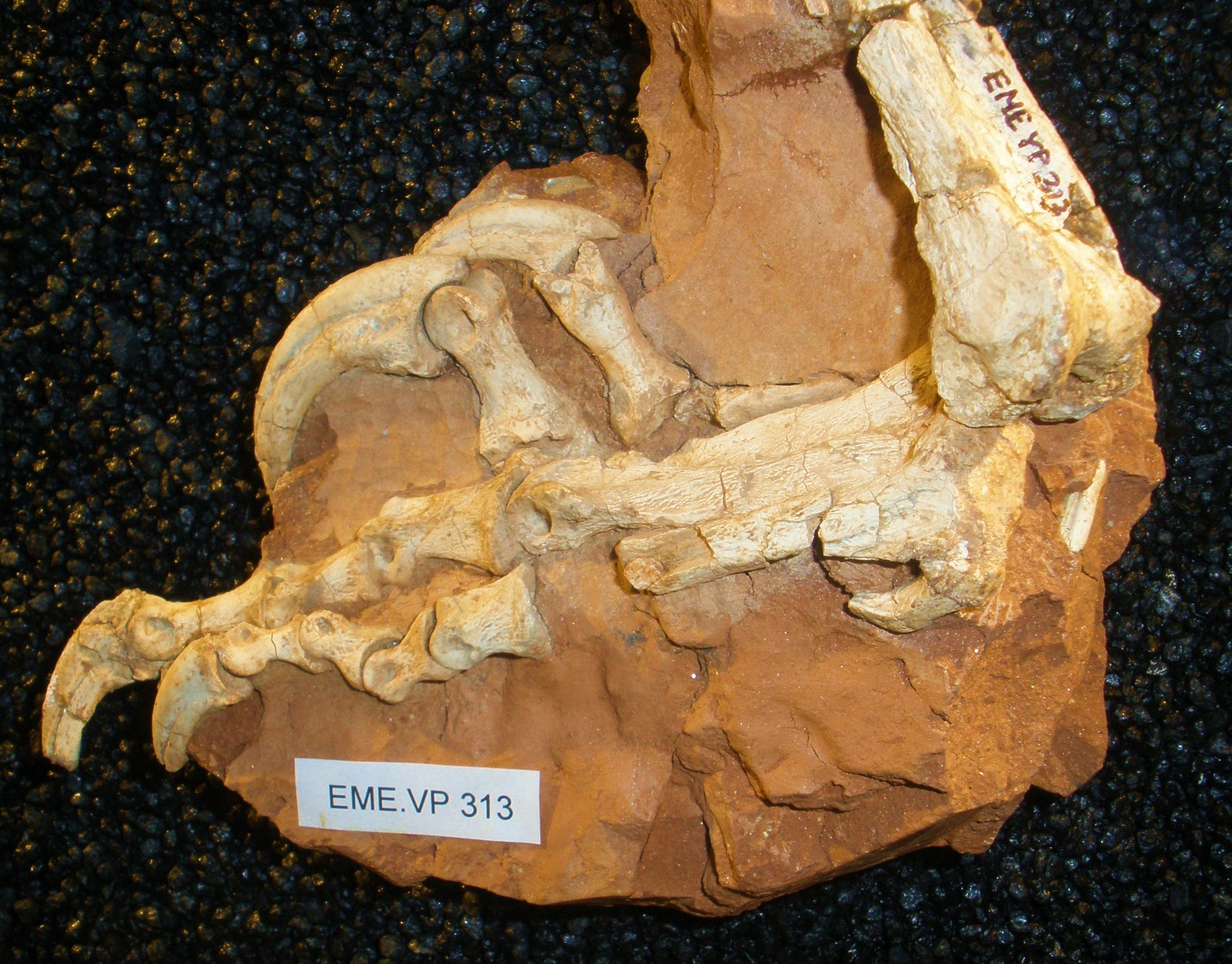
Fósil holotipo del pie.

Los primeros huesos que se descubrieron de Balaur bondoc son seis elementos de las extremidades delanteras. Los especímenes FGGUB R. 1580-1585, fueron descubiertos en 1997 en Rumania por Dan Grigorescu, pero la morfología del brazo era tan inusual que los científicos no podían identificarlo correctamente,, confundiéndolos con los restos de un ovirraptorosauriano. Un esqueleto parcial fue descubierto en septiembre de 2009 en Rumania, aproximadamente a 2,5 kilómetros al norte de la ciudad de Sebeş, a lo largo del río Sebeş en la Formación Sebeş, el cual data de principios del Maastrichtiense, y se le dio el número de campo preliminar de SBG / A-Sk1. Más tarde recibió el número de inventario holotipo, EME VP.313. El descubrimiento fue realizado por el geólogo y paleontólogo Mátyás Vremir del Museo Sociedad transilvana de Cluj Napoca, que los envió para su análisis a Zoltán Csiki de la Universidad de Bucarest. Los hallazgos fueron descritos el 31 de agosto de 2010, en las Actas de la Academia Nacional de Ciencias. Los especímenes de 1997 indican que eran individuos de alrededor del 45% más largos que el holotipo; Los cuales también se encontraron en un estrato más joven.
El nombre genérico de Balaur (Pronunciación: [ba'la.ur]) proviene de una palabra rumana Balaur que es un dragón del folclore rumano, mientras que el nombre de la especie Bondoc (pronunciado como "bon'doc", significa "posición en cuclillas, o individuo fornido") que se refiere a la forma pequeña, pero robusta del animal. Como el dragón Balaur es un dragón alado, el nombre también insinúa la estrecha relación de Balaur con las aves dentro de Panaves. El nombre de la especie Bondoc fue elegido por los descubridores también porque se deriva de la palabra bunduk, que proviene del turco que significa "bolita", aludiendo así al origen asiático, probable de los antepasados de los Balaur.

## Clasificación

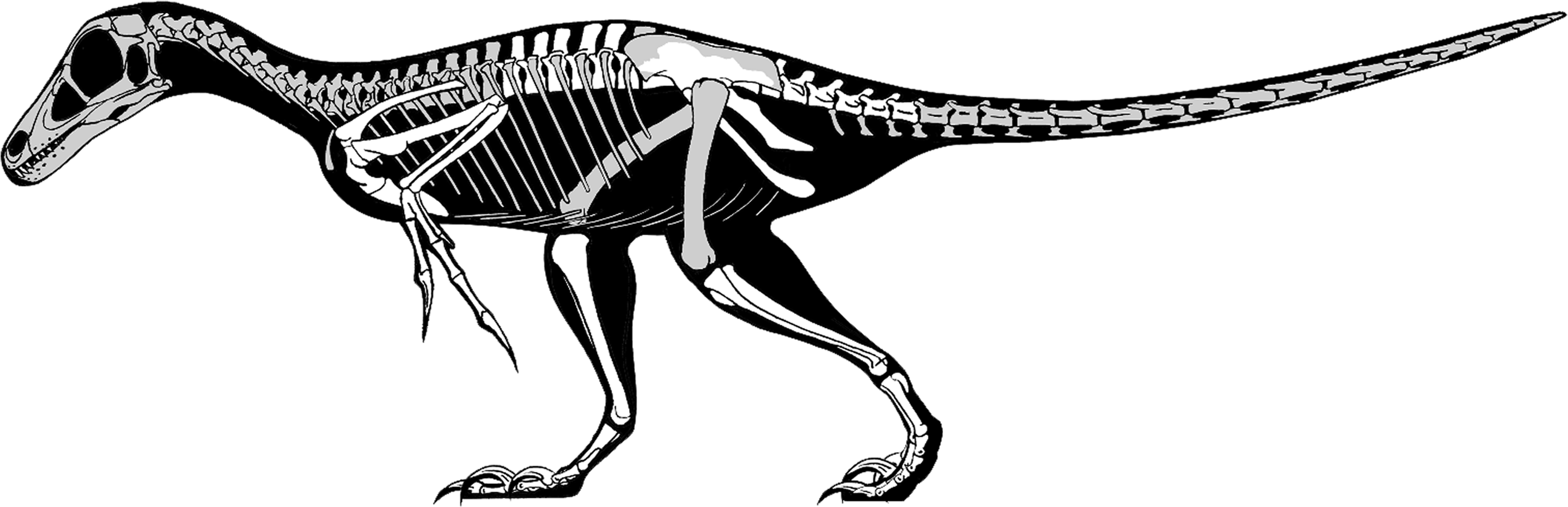
Reconstrucción del esqueleto.

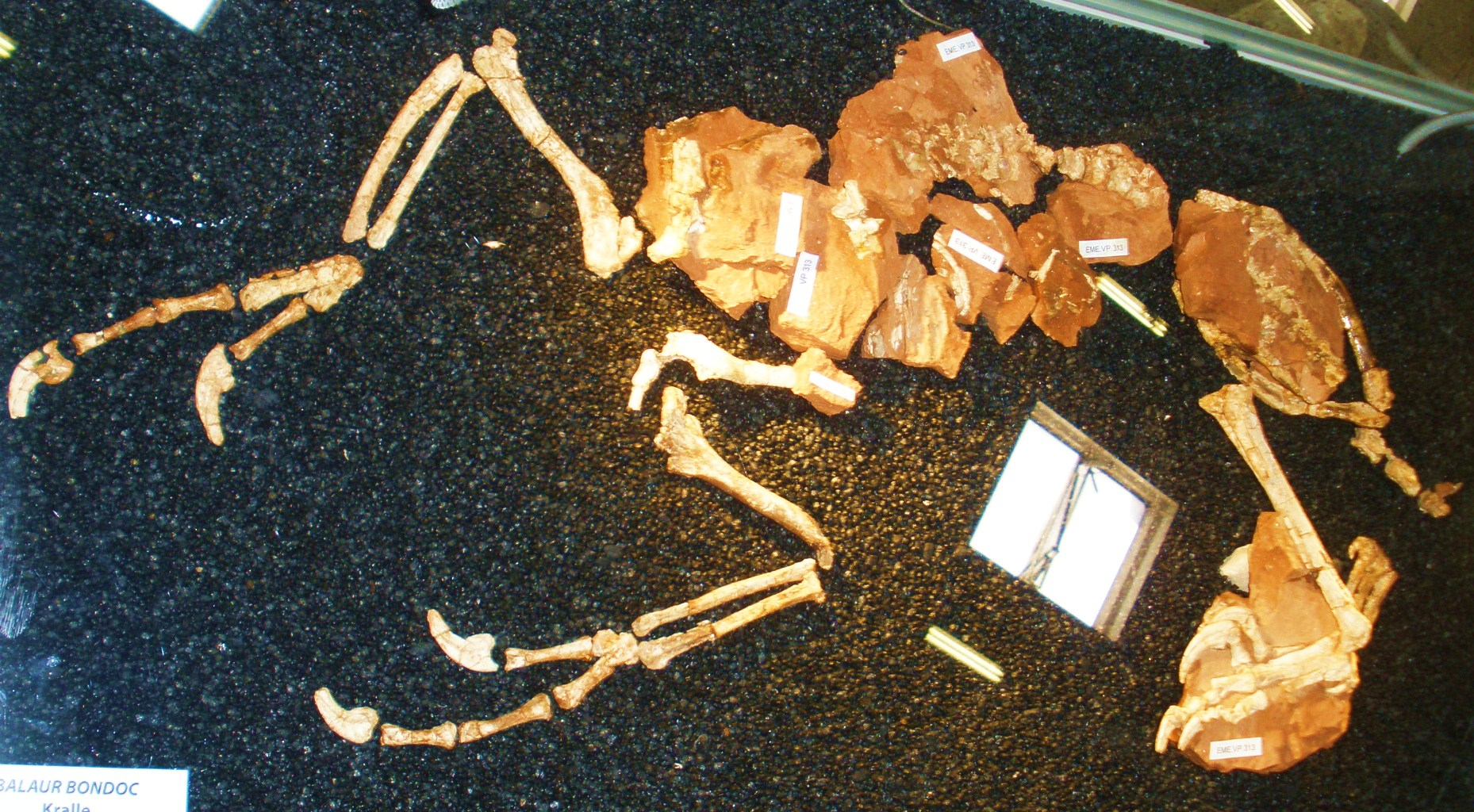
Restos del holotipo de Balaur.

La posición de Balaur en relación con otros dinosaurios similares a las aves y las aves tempranas ha sido difícil de determinar. El análisis filogenético inicial coloco a Balaur bondoc como el pariente más cercano al dromeosáurido asiático Velociraptor mongoliensis. Un estudio de 2013 por Brusatte y sus colegas, utilizó una versión modificada de los mismos datos, en la cual encontraron una estrecha relación no resuelta con los dromeosáuridos Deinonychus y Adasaurus, con algunas posibles relaciones que sugiere que Balaur se separó de Dromaeosauridae antes que el ancestro común de Deinonychus y Velociraptor, mientras que otros lo mantuvieron como el pariente más cercano de Velociraptor, con Adasaurus como su pariente más cercano.
Análisis más recientes, han utilizado diferentes conjuntos de datos anatómicos, en los cuales ya ponían en duda que Balaur era un dromeosáurido. En 2013, un análisis más grande que contiene una amplia variedad de celurosaurios, encontró que Balaur no era un dromeosáurido, sino un avialano basal, más estrechamente relacionado con las aves modernas que con los Jeholornithiformes, pero más basal que los Omnivoropterygiformes. En estudio publicado en 2014 se encontró que Balaur era hermano del grupo Pygostylia. Un análisis independiente usando una versión ampliada del conjunto de datos original, en el que supuestamente se encontró que Balaur era un dromeosáurido, llegó a una conclusión similar en 2014. En 2015, los investigadores Andrea Cau, Tom Brougham, y Darren Naish publicaron un estudio que trató aclarar específicamente si los terópodos eran parientes cercanos de Balaur, o no. Aunque en su análisis no se descarta por completo la posibilidad de que B. bondoc sea un dromeosáurido, concluyeron que con este resultado era menos probable que Balaur fuese un avialo no Pygostylia basada en varias características importantes de ave. Muchos de los rasgos únicos presuntos serían, de hecho, han sido normales para un miembro de la Avialae. Las características típicas de aves incluyen el grado de fusión de los huesos de las extremidades, el primer dedo del pie funcional, la primera garra del dedo del pie no es menor que la segunda garra, una larga penúltima falange del tercer dedo del pie, una pequeña cuarta garra del dedo del pie y una larga quinto metatarsiano.

## Paleobiología

### Dieta y estilo de vida

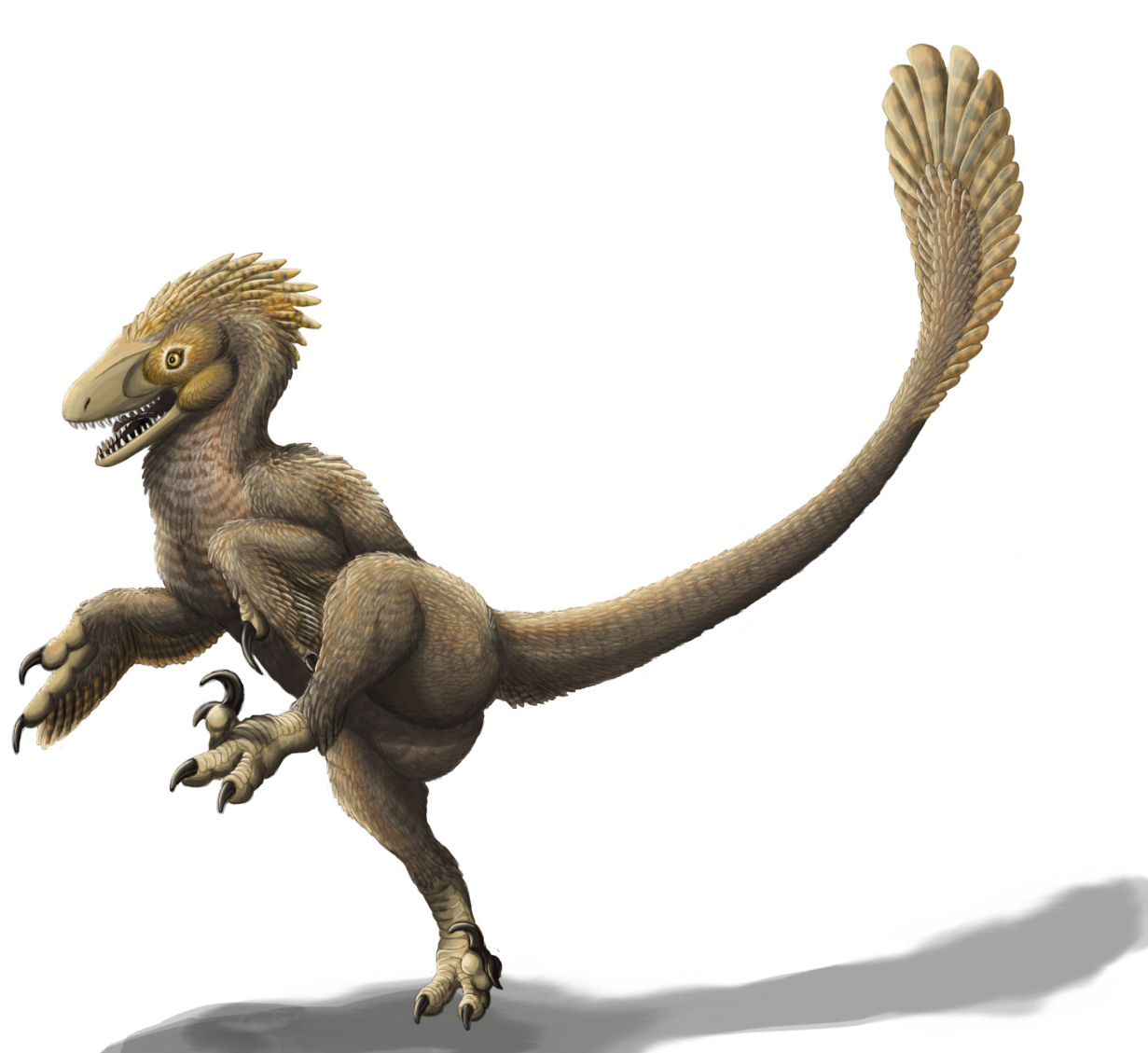
Restauración, representando a un Balur empleando el movimiento de patada propuesto inicialmente.

Poco se sabe sobre el comportamiento de Balaur, pero Csiki especula que pudo haber sido uno de los mayores depredadores de su ecosistema limitado, porque no se han encontrado dientes más grandes de otro terópodo en Rumania. También cree que es probable que haya utilizado sus dos garras en forma de hoz para matar más fácilmente y rápido a sus presas, y que el estado atrofiado de sus manos indica que es probable que no las haya utilizado para cazar. Uno de los descubridores originales indicó que Balaur "era probablemente más de un Kick boxing que un corredor "en comparación con el Velociraptor, y probablemente era capaz de cazar animales más grandes que él. Sin embargo, los estudios más recientes de Denver Fowler y otros han demostrado que la anatomía del pie de los paraves, como Balaur indican que utilizaban sus grandes garras para agarrar a sus presas y arremeterlas al suelo, mientras que aleteaban sus alas para estar al tanto de su víctima. Una vez que Balaur tomaba el control, podría haber procedido a comer cuando todavía estaba viva su presa, como algunas aves de presa modernas todavía lo hacen. Debido a la forma de las garras, no parecen haber sido eficaces en los ataques.
El muy corto metatarso fundido de Balaur de la primera garra, es extraño incluso para los estándares de un dromeosáurido, y se cree que estas características son consistentes con los estudios más recientes, y prestan más apoyo a la idea de que Balaur era un depredador.
El paleontólogo italiano Andrea Cau ha especulado que las características anormales presentes en Balaur pueden haber sido resultado de que este terópodo haya sido omnívoro o herbívoro, en lugar de ser carnívoro como la mayoría de los terópodos no aviales. La falta del tercer dedo de la mano puede ser un signo de un comportamiento depredador reducido, y el sólido primer dedo del pie podría ser interpretado como una adaptación de soporte de peso en lugar de ser un arma. Estas características son consistentes con las extremidades relativamente cortas, pero robustas y el hueso púbico en la pelvis apunta hacia atrás, lo que puede indicar que los intestinos estaban dilatados para digerir la vegetación, y por lo cual no podía correr muy rápido. Sin embargo, cuando salió a la luz la investigación realizada por Fowler et al., Cau ha remarcado que la anatomía de Balaur puede ser más congruente con la hipótesis de que Balaur era depredador después de todo.
En 2015, Cau et al. reconsiderado la ecología de Balaur de nuevo en su revaluación de su posición filogenética, argumentando que si Balaur era un avial, este estaba filogenéticamente entre corchetes de taxones que eran herbívoros, como Sapeornis y Jeholornis. Esto sugiere que Balaur haya llevado un estilo de vida no carnívora, y esta es una conclusión más simple y que apoya las interpretaciones iniciales de Cau de sus especializaciones. Esto también está indicado por el tercer dedo reducido, la falta de una articulación inferior ginglimoidea del segundo metatarsiano y la más bien pequeña y moderadamente recurveda segunda garra dedo del pie. Balaur tiene una amplia pelvis, un pie de ancho, un gran primer dedo del pie, y amplios extremos inferiores de los metatarsianos relación a las superficies de articulación, una combinación de este tipo puede solamente encontrar en los herbívoros Therizinosauridae dentro de Theropoda.

### Efecto isla

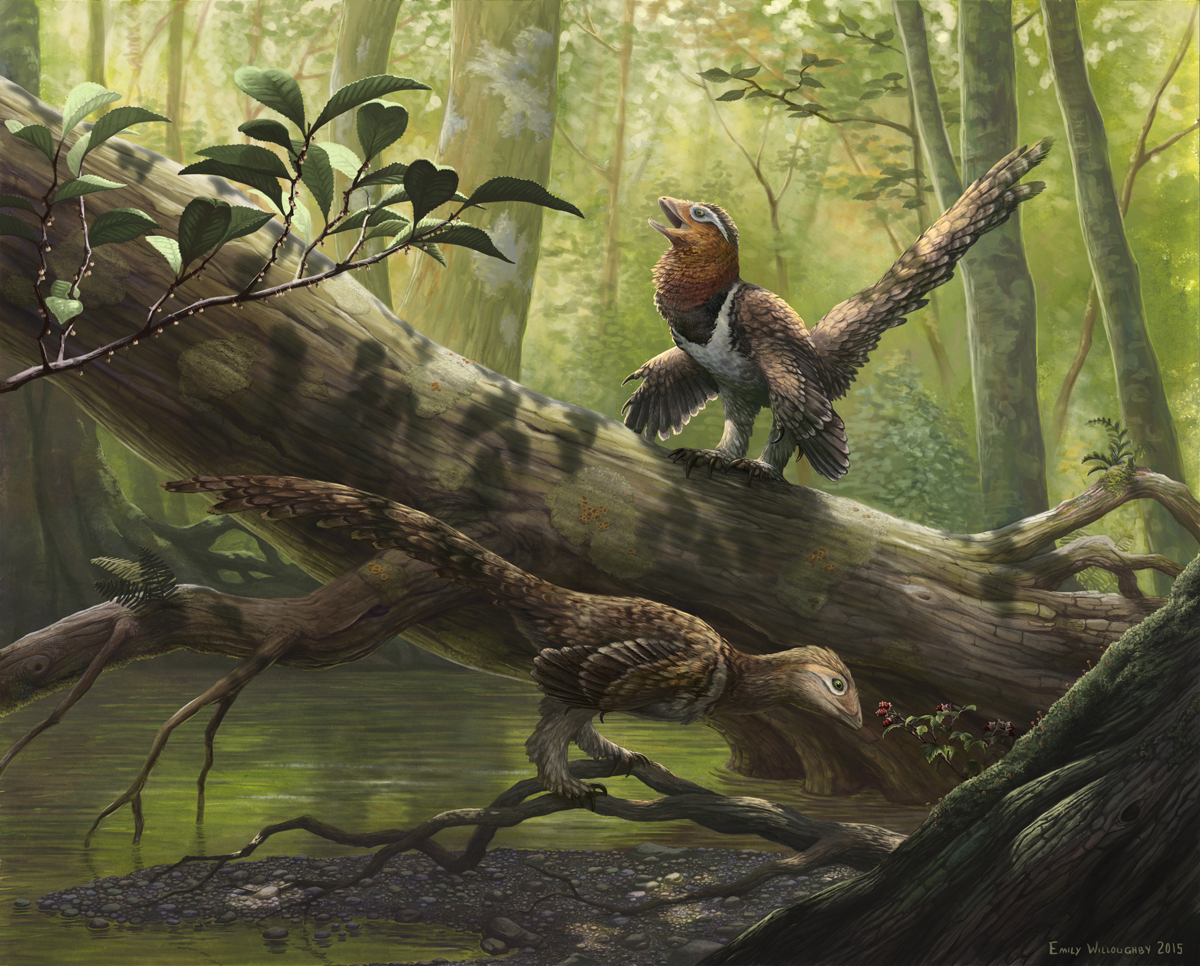
Recreación de un par de Balaur bondoc en su entorno natural.

Durante el Maastrichtiano gran parte de Europa estaba fragmentada en islas, y se piensa que muchas de las características peculiares del Balaur son el resultado del «efecto isla», debido a las condiciones relativamente aisladas impuestas a muchas de las poblaciones de la Isla de Hațeg. Las especies que se encuentran aisladas en las islas pueden estar sujetas a los efectos de la deriva genética y del «efecto fundador», que predice que las poblaciones aisladas tienden a evolucionar de maneras inusuales. Otros efectos insulares como la «Regla de Foster», que describe cómo las pequeñas especies continentales se hacen más grandes y las grandes especies continentales se hacen más pequeñas, que pueden tener efecto. Por ejemplo, se conocen, dos saurópodos enanos, Paludititan y Magyarosaurus que vivieron junto a Balaur en Rumania. En 2010, se asumió que este efecto isla consistía en cambios rápidos en un relativamente corto tiempo con la llegada de especies invasoras y no se ve como el resultado de un desarrollo aislado de una forma endémica durante decenas de millones de años. La estrecha relación asumida a Velociraptor habría implicado que el aislamiento de la isla de Haţeg debe haber sido relativo e intermitente.
En 2010, el aumento de la robustez de Balaur se comparó con cambios observados en mamíferos herbívoros aislados. En 2013, se afirmó que Balaur era la única especie de depredador vertebrado de isla que se sabe han vuelto más robusto y se sugirió que sus anchos pies habían evolucionado para mejorar la estabilidad. La interpretación de 2015 de Balaur como miembro de la omnívora Avialae, sugirió que era el descendiente de una especie voladores que habían desarrollado un mayor tamaño similar al desarrollo en varios otros herbívoros isla. Este sería entonces un caso raro de perdida de vuelo secundaria en un paraviano el aspecto de un dromeosáurido, según lo predicho por Gregory S. Paul .